# Jeronimus Cornelisz
Jeronimus Cornelisz, född 1598 i Leeuwarden, död 2 oktober 1629 på Long Island, Abrolhosöarna, var en nederländsk apotekare och affärsman och anställd inom Nederländska Ostindiska Kompaniet. Han seglade med handelsfartyget Batavia mot det nederländska Indonesien. Fartyget gick på grund den 4 juni 1629 vid Abrolhosöarna där han ledde ett av de blodigaste myterierna i sjöfartens historia.

## Innan Batavias skeppsbrott
Cornelisz tog anställning på Batavia av två anledningar. Han hade drabbats av konkurs med sin apoteksfirma i Haarlem och sett chansen till ett nytt liv i lyx genom att kapa skeppet och erövra dess dyrbara last på guld, silver och ädelstenar. En andra orsak till att Cornelisz var tvungen att lämna Nederländerna var för att han stöttat den ökände konstnären och kättaren Johannes Torrentius, känd för sina sexuella orgier och för att ha utvecklat en kättersk filosofi som gick ut på det varken fanns gott eller ont, att inget var syndigt och att helvetet inte fanns. Cornelisz hade varit tvungen att fly då Torrentius anhängare började gripas.
Orsaken till att Cornelisz gått i konkurs var att hans fru ett par år tidigare hade fött en son som bara några månader senare dött efter ha hamnat i en sjuksköterskas vård. Barnets dödsorsak var syfilis vilket ansågs som en skandal på den här tiden och Cornelisz blev indragen i en rättslig åtgärd mot sjuksköterskan i syfte att bevisa att hans barn fått sjukdomen från sköterskan och inte från hans fru. Genom detta förstördes Cornelisz rykte och hans framtida affärsmöjligheter vilket tvingade honom att sälja sin butik och sina tillgångar för att kunna betala sina skulder.

## Efter Batavias skeppsbrott
Cornelisz lockade över andra besättningsmän och passagerare till sin plan då han var en mästare på att manipulera andra. Lättast att locka över var de som inte gillade skeppets befälhavare, men när Batavia gick på grund nära Australien efter ha kommit ur kurs från sin färdriktning mot Indonesien blev Cornelisz tvungen att ändra sina planer.
Batavias befälhavare tvingades till en lång resa till nederländska Indonesien för att få hjälp. Cornelisz själv stannade kvar på skeppet med 70 man efter katastrofen, medan de flesta på skeppet valde att ta sig iland på Abrolhosöarna. Cornelisz lyckades senare ta sig iland då skeppet till slut sjönk. Han hade därefter en ny lömsk plan: att döda alla motståndare oavsett ålder och kön och beslagta räddningsskeppet som Batavias befälhavare Francisco Pelsaert gett sig av för att hämta och göra om det till sitt sjörövarskepp.

## Till verket
För att inte väcka alltför stor misstro lät Cornelisz sprida ut många av de övriga överlevande som inte var på hans sida på öarna runt omkring där de skulle hitta vatten, men egentligen hoppades han att de skulle svälta ihjäl då han själv visste att det inte fanns vatten på någon av öarna. Cornelisz stannade på ön som döpts till Batavias kyrkogård (i dag Beacon Island) med de män som var lojala mot honom, de sjuka och svaga samt de kvinnor som tvingades bli deras sexslavar. I juli 1629 satte Cornelisz sin plan i verket; de dödade de starkaste först under natten då de lämnade sina tält som tillverkats av segeltyg eller lockade ut dem på fisketurer och dränkte dem i havet. Morden skedde oftast under natten, men från den 9 juli skedde de även i dagsljus, varefter liken kastades i massgravar.
Cornelisz skickade därefter ut dödspatruller till de närliggande småöarna där skeppsbrutna placerats ut för att törsta ihjäl. De hade dock alla överlevt genom att dricka blod från sälar. När en grupp på 15 personer lyckats bygga en timmerflotte för att ta sig ifrån den så kallade Förrädarnas ö (i dag Traitors Island) rodde Cornelisz män dem till mötes och tvingade dem mot Beacon Island. Flera av dessa överlevande dränktes på vägen i havet varefter resten slaktades på stranden.
Några dagar senare tog sig Cornelisz män till Long Island där 18 av öns 45 skeppsbrutna massakrerades. De flesta överlevande på denna ö var kvinnor, barn och skeppspojkar.

## Starkt motstånd
Men Cornelisz fick då ett oväntat motstånd genom omkring 50 soldater som varit ombord på Batavia. Dessa anfördes av den 21-årige menige Wiebbe Hayes och hade sökt sin tillflykt på en närbelägen ö kallad Wiebbe Hayes ö (i dag West Wallabi) där de funnit gott om dricksvatten och vallabyer. Dessa hade Cornelisz tidigare sänt iväg till Höga ön (i dag East Wallabi) eftersom de ansågs utgöra ett hot mot hans plan varpå han hoppades de skulle svälta ihjäl. De hade alla dock överlevt, men hade gett upp hoppet om att finna dricksvatten på East Wallabi. Cornelisz visste att det inte fanns något vatten på East Wallabi då hans män redan undersökt den. Soldaterna hade flera gånger skickat upp röksignaler som tecken på att de hittat vatten på den andra ön som Cornelisz befallt dem göra, men då överlevare från de tidigare massakrerna på de andra öarna lyckats rädda sig till deras ö och avslöjat Cornelisz skräckregim hade dessa gjort sig redo att göra motstånd med vapen de själva tillverkat och det lilla fort de byggt av sten, korallrev och lera. Deras vanliga vapen hade Cornelisz själv lagt beslag på innan de gav sig iväg för att leta vatten.

## Planen slår snett
Två gånger skickade Cornelisz ut sina mördare i början av augusti, men båda gångerna slogs de tillbaka. Under sitt tredje försök den 2 september ändrade Cornelisz taktik genom att försöka överlista soldaterna genom rika gåvor från den dyrbara lasten ombord på Batavia. Så fort soldaterna sänkte garden skulle han sätta in ett avgörande bakhållsangrepp. Cornelisz försökte övertala Hayes att de tidigare attackerna på ön bara var för att de ville ha dricksvatten. Men Hayes lät sig inte luras och hade även själv planerat en fälla för myteristerna där Cornelisz blev överrumplad och infångad medan fyra av hans män dödades. Enbart en av myteristerna, den före detta soldaten Wouter Loos, lyckades fly.

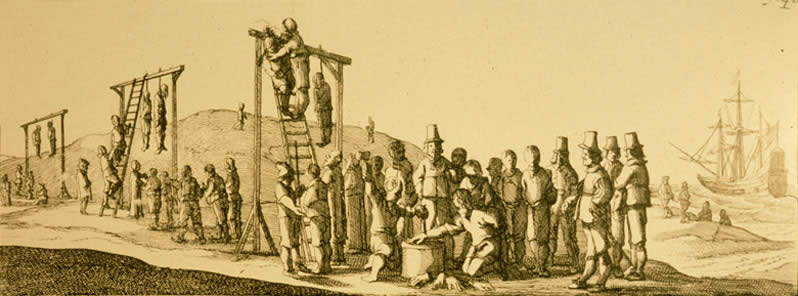
Hängningarna på Long Island.

När myteristerna under Loos ledning anföll Hayes ö den 17 september skedde dock en vändning. Pelsaert anlände med sitt räddningsfartyg Sardam. Myteristerna försökte beslagta skeppet som planerat, men Hayes lyckades ihop med sina män varna skeppets besättning och de kvarvarande mördarna greps då de mötte för stort motstånd och var tvungna att ge sig.
När Pelsaert fick hela den ohyggliga historien återberättad för sig trodde han knappt sina öron då han aldrig i sin vildaste fantasi kunnat tro att en galning skulle ta kontrollen i hans frånvaro och slakta de skeppsbrutna. Då Pelsaert senare förhörde Cornelisz bet denne ifrån och försökte lägga skulden på de andra myteristerna att det hade varit deras idé att både att kapa Batavia och att kapa räddningsfartyget. Men så lätt kom inte Cornelisz undan. 

## Domen och avrättningen
Den 28 september dömde Pelsaert Cornelisz till att få båda händerna avhuggna innan han hängdes. Den 2 oktober 1629 hängdes Cornelisz tillsammans med sex av sina anhängare på Sälön (i dag Long Island), efter att deras händer först huggits av. Cornelisz miste båda händerna som planerat medan de övriga mördarna bara miste högerhanden. Cornelizs vägrade in i det sista att erkänna att han hade gjort fel, olikt de andra som bad om syndernas förlåtelse. Cornelisz sista ord var: "Hämnd!"

## Efterspel
Totalt dog 198 av de 316 som befunnit sig ombord på Batavia på Abrolhosöarna med Cornelisz och hans myterister medräknade. Över 120 av de övriga dödsfallen stod Cornelisz och hans myterister för. De enda myteristerna som inte avrättades var den 18-årige skeppspojken Jan Pelgrom och den 24-årige Wouter Loos. Dessa blev strandsatta på västra Australien kust som straff och sågs aldrig till mer.
Wiebbe Hayes som lett kampen mot myteristerna befordrades till sergeant för sina hjältemodiga insatser och blev en nationell hjälte; en staty föreställande honom finns i Geraldton i västra Australien. Resterna av fortet Hayes som hans män byggde på Abrolhosöarna finns kvar än i dag som en av de äldsta byggnaderna i Australien.  

### Webbkällor
- Jeronimus Cornelisz – The "Batavia" Incident
- https://www.thetimes.co.uk/article/the-grim-tale-of-the-batavia-shipwreck-and-its-crew-of-mass-murderers-cq8mfwghf